# Сокольчи
Сокольчи́ — село в Лазовском муниципальном районе Приморского края России, входит в состав Чернорученского сельского поселения.

## География
Находится в лесах в долине реки Чёрная в 28 км к юго-востоку от районного центра села Лазо (35 км по автодороге) и в 190 км к востоку от Владивостока. Через село проходит автодорога Р447.

## История
Село Сокольчи было основано переселенцами из села Сокольча (укр. Сокільча, ныне — Попельнянский район Житомирской области Украины) в 1900 году.

## Население
| 1915 | 1926 | 2002 | 2007 | 2008 | 2010 |
| ---- | ---- | ---- | ---- | ---- | ---- |
| 267  | ↘212 | ↗438 | ↘406 | →406 | ↘335 |

## Улицы
| - пер. Весенний, - ул. Весенняя, - ул. Дачная, - ул. Ключевая, - пер. Ключевой, | - ул. Лазо, - ул. Молодежная, - пер. Молодежный, - ул. Подгорная, - ул. Шоссейная. |